# Нга

33 буквы бирманского письма

Нга (င) — пятая буква бирманского алфавита, обозначает велярный носовой согласный. Графическое происхождение иллюстрируется близостью написания с тьенгом нго, подписной формой буквы Нго кхмерского алфавита. Для избежания омоглифических ошибок нга пишется с большой ечха, как в слове рыба.
Для бирманского и тибетского алфавита можно отметить явление графической близости написания буквы Нга с буквой Загвэ (в тибетском алфавите её соответствует буква Джа). Эта же близость определяется и в алфавитах каннада и телугу.

## Примеры слов на нга
В бирманском словаре раздел буквы нга занимает около 2 % объёма.
- Нга  — рыба.
- Нган  — гусь, лебедь.
- Нга — пять.

## Бжитвэ
- Нгаяйи
- Нгауасхвэ
- Нгахатхо
- Нгаяйихатхо